# بشرى عبد الصمد
بشرى عبد الصمد (1389 هـ - 1446 هـ / 1969 - 2024م) مراسلة ومذيعة ومحرِّرة لبنانية، برزت في عملها مراسلةً اقتصادية في قناة الجزيرة من لبنان. كانت متقنة للغتين الإنكليزية والفرنسية إضافة إلى لغتها العربية.

## سيرتها
وُلدت بشرى بنت نديم بن مسعود عبد الصمد في لبنان، يوم الجمعة 23 جُمادى الآخرة 1389هـ الموافق 5 سبتمبر 1969م. ونشأت في كنف أسرة شيوعية وطنية آمنت بوحدة لبنان بعيدًا عن أي توجُّه طائفي أو مذهبي، فوالدها نديم عبد الصمد نائب الأمين العام للحزب الشيوعي اللبناني.
حصلت بشرى على شهادة بكالوريوس من كلية الإعلام من الجامعة اللبنانية عام 1991. عملت محرِّرة في جريدة النداء (استكتاب للحياة) من عام 1993 إلى 1995، ثم مراسلة ومحرِّرة في تلفزيون الجديد من عام 1993 إلى 1997، ثم مراسلة ومذيعة ومسؤولة نشرة في إذاعة صوت الشعب من 1997 إلى 2001. ثم انتقلت للعمل في قناة الجزيرة الفضائية مراسلةً اقتصادية من لبنان منذ 2001، واشتَهَرت بنقلها أخبار حرب تموز في لبنان عام 2006 من الصفوف الأمامية.
انتسبت إلى نقابة محرِّري الصِّحافة اللبنانية عام 2020.
زوجها "ربيع بشُّور" وهو لبناني مسيحي من أصول سورية، والده المفكر القومي معن بشُّور، ولهما بنتان: "زين"، و"نور".

## وفاتها ونعيها
توفيت بشرى في بيروت، يوم الاثنين 15 صفر 1446هـ الموافق 19 أغسطس (آب) 2024م، عن عمر ناهز خمسة وخمسين عامًا، بسبب إصابتها بمرض السرطان. ودُفنت في مقبرة شهداء فلسطين، في بيروت.
نعتها نقابة محرِّري الصِّحافة اللبنانية.